# Felicidad
Felicidad is een nummer van de Volendamse band BZN. De single werd in 1978 uitgebracht in Nederland, Duitsland en Portugal.
Felicidad heeft grotendeels een Engelstalige tekst en was bedoeld als kersthit. De single stond eind 1978 zeven weken genoteerd in de Nederlandse Top 40, waar het de zevende plaats behaalde. In 1981 bracht BZN zijn eerste kerstalbum uit, getiteld We wish you a merry Christmas, maar het nummer Felicidad ontbrak hierop.